# 897
897 (DCCCXCVII) fue un año común comenzado en sábado del calendario juliano, en vigor en aquella fecha.

## Acontecimientos
- Esteban VI, en enero, exhuma al papa Formoso para ser juzgado. Sin embargo, luego se realiza un juicio en la contra de Esteban VI y termina encarcelado, quien luego muere estrangulado.
- Romano sucede a Esteban VI como papa.
- Teodoro II sucede a Romano como papa.
- Wifredo II Borrell sucede a Wilfredo el Velloso como Conde de Barcelona.

## Fallecimientos
- 11 de agosto: Wilfredo I, llamado el velloso, conde de Barcelona.
- 14 de agosto: Esteban VI, papa n.º 113.
- Noviembre: Romano, papa n.º 114
- Diciembre: Teodoro II, papa n.º 115